# Икар (фильм)
«Икар» (англ. Icarus) — документальный фильм американского режиссёра Брайана Фогеля. В нём рассказывается о велогонщике-любителе Фогеле, который пытается выиграть любительскую велогонку с помощью допинга. Он обращается за консультативной помощью к главе Московской антидопинговой лаборатории Григорию Родченкову. События фильма происходят на фоне разгорающегося международного скандала. Фильм был представлен 20 января 2017 года на кинофестивале Sundance, был отмечен специальным призом жюри (Orwell Award) и выпущен во всем мире на Netflix 4 августа 2017 года.
В 2018 году на 90-й церемонии вручения наград премии «Оскар» фильм победил в категории «Лучший документальный полнометражный фильм».

## Сюжет
Режиссёр Брайан Фогель в 2014 году планировал снять документальный фильм о стероидах, используемых спортсменами. Будучи велосипедистом-любителем, он решил использовать препараты, повышающие работоспособность, во время тренировок для участия в гонке Haute Route. Для консультации по поводу способов обойти тест на допинг он обратился к Дону Кетлину, который является директором антидопинговой лаборатории Олимпийского комитета США. Дон Кетлин отказался участвовать в подобном эксперименте. Однако он познакомил Фогеля с главой Московской антидопинговой лаборатории Григорием Родченковым, который согласился помочь. С его помощью Фогель начал экспериментировать с гормональными инъекциями и образцами мочи, которые впоследствии будут использоваться для тестирования.
В течение короткого периода времени отношения Фогеля и Родченкова стали доверительными. Главным итогом эксперимента Фогеля стало то, что Родченков имел в России свою собственную программу, чтобы помочь российским спортсменам использовать допинг, не будучи обнаруженными. В новостных сообщениях неожиданно появилось, что Родченков был ключевой фигурой в государственной допинговой программе, во время Зимних Олимпийских игр 2014 года в Сочи. Опасаясь за свою жизнь (в течение 10 дней скоропостижно скончались два функционера РУСАДА — председатель Исполнительного совета Вячеслав Синев и исполнительный директор Никита Камаев), Родченков с помощью Фогеля бежал в Соединенные Штаты. На камеру он засвидетельствовал схему обмена образцов мочи российских спортсменов, так, чтобы они не были пойманы. Свидетельство Родченкова было опубликовано в New York Times, где он предоставил электронные таблицы, диски, электронные письма и более убедительные доказательства участия России. После этого интервью Министерство юстиции Соединенных Штатов предоставило Родченкову охрану. Адвокат Родченкова, Джим Уолден, мельком появляется в фильме, рассказывая об угрозе жизни Родченкова и о смерти его двух коллег

## Критика
Фильм был весьма тепло принят как зрителями, так и критиками. На сайте Rotten Tomatoes фильм имеет уровень «свежести» в 93 %, на IMDB он получил 8 баллов из 10. В российских медиа он получил как положительные, так и отрицательные отзывы. На 90-й церемонии вручения наград премии «Оскар» фильм победил в категории «Лучший документальный полнометражный фильм».